# Phyllachora annonaceae
Phyllachora annonaceae är en svampart som beskrevs av Rehm 1897. Phyllachora annonaceae ingår i släktet Phyllachora och familjen Phyllachoraceae.   Inga underarter finns listade i Catalogue of Life.